# Lira (Galice)
Pour les articles homonymes, voir Lira.

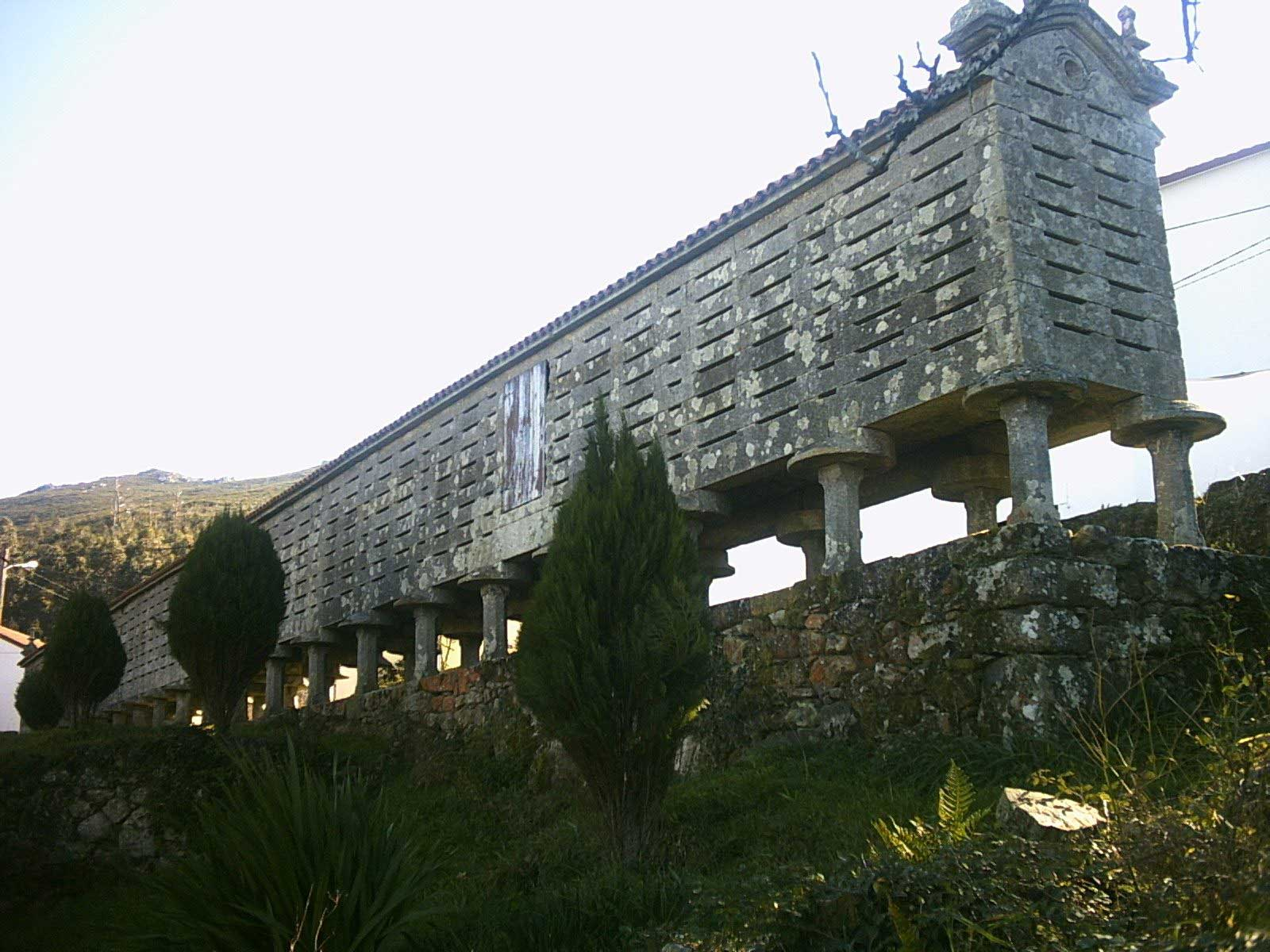
Horreo (grenier à grains) de Lira

Lira est un village côtier qui appartient à la commune de Carnota en Galice (Espagne). Lira est une paroisse regroupant neuf lieux-dits ou hameaux : Agrovello, A Beirada, O Carballal, Lira, Miñarzo, Paus, O Pazo,  Portocubelo, Rates, Romarís, A Rúa,  Sestelos, Sofán, Teixoeira.
Lira a beaucoup de plages entre lesquelles se trouvent Mar de Lira, Cons, Carreiros. 
L'hórreo (grenier à grains typique de Galice) de Lira est parmi les plus grands avec celui de Carnota.
La végétation de Lira, (des pins, des eucalyptus, des genêts,...) est aussi typique de la Galice.
Lira est aussi un port de pêche, avec la Confrérie des pêcheurs et un marché du poisson (A Lonxa). 
Il y a un terrain de foot et une piscifactorie. Au long de l'année se célèbrent trois importantes fêtes: Os Remedios Novos, Os Remedios Vellos en honneur à la Vierge des Remedios et la Festa do Mar (Fête de la Mer) en honneur à la Vierge du Carmen.
Le village essaie de développer son aspect culturel.